# Plus-minus
Plus-minus način je vrednovanja igračeva učinka u hokejaškim utakmicama koji broji razliku između postignutih i primljenih golova dok je igrač u terenu, ovisno o broju igrača na ledu. Ova statistika djelomični je pokazatelj igračeve obrambene učinkovitosti.
Uobičajena su dva grafička zapisa: +/- i ±. Potonji koristi se ponešto rjeđe, bez obzira na to što bi takav zapis bio pravilniji. Naime, plus-minus učinak nije nikakav razlomak ni omjer, što bi se možda dalo zaključiti iz kose crte u prvom zapisu.
Igračev +/- povećava se za 1 svaki put kada njegova momčad poluči pogodak dok je u terenu, a protivnička ima jednak ili veći broj igrača na ledu.
Igračev +/- smanjuje se za 1 svaki put kada njegova momčad primi pogodak dok je u terenu, a protivnička ima jednak ili manji broj igrača na ledu.
Uspješno izveden kazneni udarac za vrijeme utakmice (dakle, ne računajući raspucavanje nakon isteka 65. minute) donosi +1 isključivo izvođaču. Svi ostali igrači vode se kao da nisu na ledu pa nitko iz protivničke momčadi ne dobiva jedan negativan bod.
Vratarski +/- ne vodi se, a igrači mogu pratiti neslužbene +/- učinke s igračem više, manje i jednakim brojem igrača.

## Povijest
Momčad Montréala prva je započela s mjerenjem +/- učinka nekad tijekom pedesetih. Preostale momčadi Izvorne šestorke usvajaju dotad neviđen sustav, a NHL službeno uvodi novu kategoriju za sezonu 1967./68.

### Rekordi NHL-a
Najveći + u sezoni
- Bobby Orr, +124, 1970./71.
- Larry Robinson, +120, 1976./77.
- Wayne Gretzky, +98, 1984./85.

Najveći + u karijeri
- Larry Robinson, +730
- Bobby Orr, +597
- Ray Bourque,  +528
- Wayne Gretzky, +518
- Bobby Clarke,  +506

Najveći - u sezoni
- Bill Mikkelson, -82, 1974./75.
- Jack Lynch, -69, 1974./75.
- Greg Joly, -68, 1974./75.

Najveći - u karijeri
- Bob Stewart, -260
- Don Lever, -240
- Gary Croteau, -227